# روريك جيسلاسون
روريك جيسلاسون (بالآيسلندية: Rúrik Gíslason)‏ (و. 1988  م) هو لاعب كرة قدم، من آيسلندا، ولد في ريكيافيك، شارك في كأس العالم لكرة القدم 2018، يلعب كلاعب وسط.

## روابط خارجية
- روريك جيسلاسون على موقع الاتحاد الأوربي (الإنجليزية)
- روريك جيسلاسون على موقع قاعدة بيانات كرة القدم.إي يو (الإنجليزية)
- روريك جيسلاسون على موقع ناشيونال فوتبول تيمز (الإنجليزية)
- روريك جيسلاسون على موقع Soccerbase.com (لاعب) (الإنجليزية)
- روريك جيسلاسون على موقع Soccerway.com (الإنجليزية)
- روريك جيسلاسون على موقع عالم كرة القدم.نت (الإنجليزية)
- روريك جيسلاسون على موقع AS.com (الإسبانية)